# NGC 5164
NGC 5164 (również PGC 47124 lub UGC 8458) – galaktyka spiralna z poprzeczką (SBb), znajdująca się w gwiazdozbiorze Wielkiej Niedźwiedzicy. Odkrył ją William Herschel 14 kwietnia 1789 roku.
W galaktyce tej zaobserwowano supernową SN 2011em.